# Hipismo nos Jogos Olímpicos de Verão da Juventude de 2010 - Saltos por equipes
A competição de saltos por equipes do hipismo nos Jogos Olímpicos de Verão da Juventude de 2010 foi disputada nos dias 18 (rodada A) e 20 (rodada B e final) de agosto no Singapore Turf Club Riding Centre, em Cingapura. Trinta cavaleiros/amazonas foram agrupados em seis equipes de cinco de acordo com os continentes de seus respectivos países.

## Medalhistas
|  | IOC Equipes internacionais                                                                                     |  | IOC Equipes internacionais                                                                                     |  | IOC Equipes internacionais                                                                                |
|  | Europa SUI Martin Fuchs POL Wojciech Dahlke ITA Valentina Isoardi GBR Carian Scudamore BEL Nicola Philippaerts |  | Australásia HKG Jasmine Zin Man Lai NZL Jake Lambert CHN Xu Zhengyang OMA Sultan Al Tooqi AUS Thomas McDermott |  | África ZIM Yara Hanssen ALG Zakaria Hamici LBA Abduladim Mlitan EGY Mohamed Abdalla RSA Samantha McIntosh |

## Resultados
| Pos.              | Equipe Cavaleiro/Amazona | Cavalo                                                                        | Preliminares     | Preliminares | Preliminares | Preliminares | Preliminares | Final               | Final                                |
| Pos.              | Equipe Cavaleiro/Amazona | Cavalo                                                                        | Rodada A         | Rodada B     | Rodada B     | Rodada B     | Total A+B    | Penal.              | Tempo                                |
| Pos.              | Equipe Cavaleiro/Amazona | Cavalo                                                                        | Penal. salto     | Penal. salto | Penal. tempo | Total B      | Total A+B    | Penal.              | Tempo                                |
| ----------------- | --- | ----------------------------------------------------------------------------- | ---------------- | ------------ | ------------ | ------------ | ------------ | ------------------- | ------------------------------------ |
| Medalha de ouro   | Europa SUI Martin Fuchs POL Wojciech Dahlke ITA Valentina Isoardi GBR Carian Scudamore BEL Nicola Philippaerts                             | Midnight Mist Travelling Soldior Alloria Thomas Mighty McGyver Gippsland Girl | 4 0 12 28 0 4    | 0 4 16 0 4   | 0            | 4 0 4 16 0 4 | 8            | 4 0 24 4 Não largou | 141.03 45.30 49.19 54.92 46.54 -     |
| Medalha de prata  | Australásia HKG Jasmine Zin Man Lai NZL Jake Lambert CHN Xu Zhengyang OMA Sultan Al Tooqi AUS Thomas McDermott                             | Butterfly Kisses Le Lucky Foxdale Villarni Joondooree F. D. Hugo              | 4 12 0 16 4 0    | 4 0 20 4 0   | 0            | 4 4 0 20 4 0 | 8            | 4 0 12 0 4 8        | 154.26 50.57 46.13 51.46 52.23 46.10 |
| Medalha de bronze | África ZIM Yara Hanssen ALG Zakaria Hamici LBA Abduladim Mlitan EGY Mohamed Abdalla RSA Samantha McIntosh                                  | Ap Akermanis Aph Mr. Sheen Belcam Hinnerk Buzzword Little Miss S.             | 4 12 4 0         | 16 8 0 4 0   | 0 1 0        | 4 16 9 0 4 0 | 8            | 24 9 8 8 Não largou | 157.46 63.57 47.48 55.59 54.39 -     |
| 4º                | Ásia SYR Mohamad Alanzarouti KAZ Timur Patarov QAT Abdurahman Al Marri SIN Pei Jia Caroline Chew UAE Sheikh Ali Abdulla Alqassimi          | Van Diemen Chatham Park R. Emmaville P. Gatineau Pearl Monarch                | 12 8 Eliminado 4 | 4 0 8 0      | 0            | 0 4 0 8 0    | 12           | Não avançou         | Não avançou                          |
| 5º                | América do Sul BRA Guilherme Foroni ARG Maria Victoria Paz CHI Alberto Schwalm COL Mario Gamboa URU Marcelo Chirico                        | The Hec Man Glen Haven A. Stoneleigh Eddie LH Titan Links Hot Gossip          | 12 16 12 8 4 0   | 0 16 0 4     | 0            | 4 0 16 0 4   | 16           | Não avançou         | Não avançou                          |
| 6º                | Américas do Norte, Central e Caribe USA Eirin Bruheim BAR Kelsey Bayley PAN Alejandra Ortiz GUA Juan Diego Saenz Morel CAN Dominique Shone | Lenny Hays Virtuous Flare Sobraon P. F. P. Little Plains Roxy Girl            | 16 8 8 4         | 20 12 8 0    | 1 0          | 16 21 13 8 0 | 32           | Não avançou         | Não avançou                          |